# Bukavu
Bukavu (v letech 1927–1954 Costermansville, také Costermansstad) je město na východě Konžské demokratické republiky, leží na jihozápadním břehu jezera Kivu na hranici se Rwandou. Je hlavním městem provincie Jižní Kivu. Počet obyvatel je přibližně 707 tisíc, rozloha činí 60 km². Starostou města je Philémon Lutombo Yogolelo (březen 2025). Poblíž města se nachází národní park Kahuzi-Biega. Ve městě je více než 100 budov ve stylu art deco.